# Cratere Baco

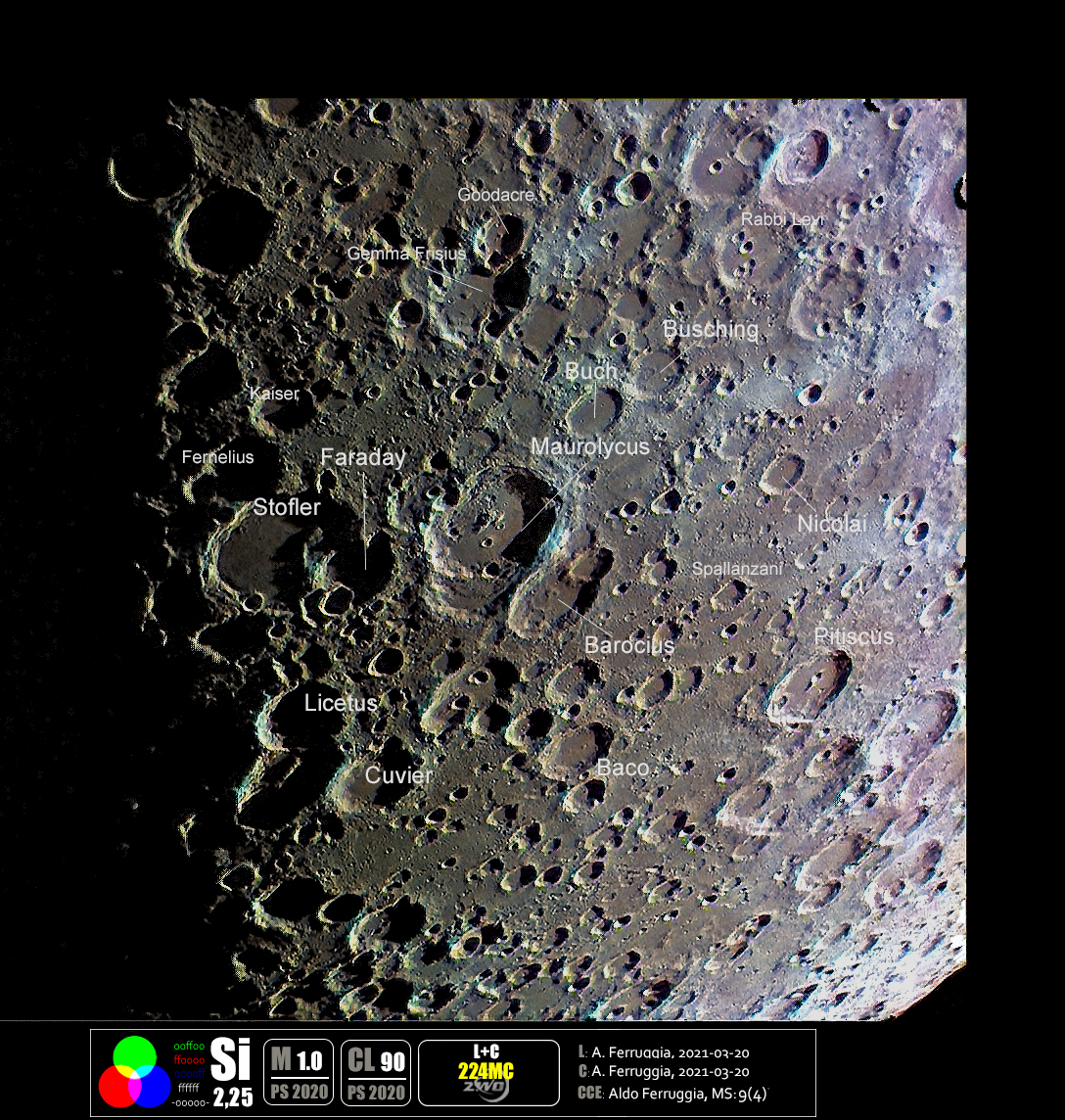
Immagine selenocromatica dell'area del cratere

Baco è un cratere lunare di 65,31 km situato nella parte sud-orientale della faccia visibile della Luna.
I bordi del cratere sono corrosi da una miriade di altri piccoli crateri di formazione più recente, alcuni anche di dimensioni considerevoli. L'interno del cratere è invece poco profondo e relativamente piatto.
Il cratere è dedicato al frate francescano Ruggero Bacone.

## Crateri correlati
Alcuni crateri minori situati in prossimità di Baco sono convenzionalmente identificati, sulle mappe lunari, attraverso una lettera associata al nome.
| Baco | Coordinate            | Diametro (in km) |
| ---- | --------------------- | ---------------- |
| A    | 52°59′24″S 20°12′36″E | 38,71            |
| B    | 49°37′48″S 16°34′48″E | 41,43            |
| C    | 50°55′12″S 14°42′36″E | 13,21            |
| D    | 51°43′48″S 16°17′24″E | 7                |
| E    | 53°01′48″S 16°10′12″E | 27,05            |
| F    | 50°22′12″S 17°39′00″E | 5,79             |
| G    | 54°28′12″S 17°09′36″E | 8,23             |
| H    | 52°04′12″S 18°57′00″E | 6,24             |
| J    | 54°49′48″S 19°16′12″E | 16,64            |
| K    | 54°04′48″S 17°37′12″E | 28,03            |
| L    | 49°36′S 16°45′E       | 6,19             |
| M    | 49°16′12″S 17°57′00″E | 7,22             |
| N    | 50°54′S 16°12′E       | 19,14            |
| O    | 52°07′12″S 19°52′48″E | 9,26             |
| P    | 51°02′24″S 19°43′48″E | 3,15             |
| Q    | 52°24′36″S 18°37′12″E | 17,31            |
| R    | 49°14′24″S 20°55′12″E | 17,43            |
| S    | 49°24′36″S 18°27′36″E | 16,71            |
| T    | 53°52′12″S 19°46′12″E | 4,88             |
| U    | 52°28′12″S 19°18′00″E | 5,8              |
| W    | 53°23′24″S 21°06′36″E | 9,04             |
| Z    | 53°06′36″S 14°57′36″E | 6,53             |